# Superman: Red Son (film)
Cet article concerne le film d'animation. Pour le comics, voir Superman: Red Son.
Pour plus de détails, voir Fiche technique et Distribution.
Superman: Red Son est un film d'animation américain réalisé par Sam Liu, sorti directement en vidéo en 2020, 38e film de la collection DC Universe Animated Original Movies.
Le film est l'adaptation du comics éponyme écrit par Mark Millar, dessiné par Dave Johnson et Kilian Plunkett, et publié par DC Comics en 2003. Il présente une uchronie dans laquelle Superman a grandi en Union Soviétique au lieu des États-Unis.

## Synopsis
Au cours de la guerre froide, Superman, petit garçon ukrainien ayant découvert ses pouvoirs, décide sous l'impulsion de son amie Svetlana, de les mettre au service du régime communiste de Joseph Staline. Son apparition inquiète le gouvernement américain, qui décide de faire appel à Lex Luthor pour contrer cette nouvelle menace. Ce dernier veut retourner Superman contre le régime en lui révélant la réalité du goulag, ce qui a des conséquences inattendues. En effet, ayant appris la vérité sur les goulags et ayant assisté à la mort de son amie d'enfance Svetlana dans ces mêmes camps, Superman exécute brutalement Joseph Staline et devient le maître suprême de l'Union soviétique. Avec l'aide de Wonder Woman, il fait face au terroriste anarchiste connu sous le nom de Batman, ainsi qu'à une Amérique autrefois décadente se relevant sous la présidence de Lex Luthor, qui a créé son propre Corps des Green Lantern.

## Fiche technique
- Titre original : Superman: Red Son
- Réalisation : Sam Liu
- Scénario : J. M. DeMatteis, d'après le roman graphique de Mark Millar, Dave Johnson et Kilian Plunkett, et les personnages de DC Comics
- Musique : Frederik Wiedmann
- Direction artistique du doublage original : Wes Gleason
- Montage : Christopher D. Lozinski
- Animation : Digital eMation
- Production : Sam Liu et Amy McKenna
- Production déléguée : Sam Register et Bruce Timm
- Coproduction : James Krieg
- Sociétés de production : Warner Bros. Animation et DC Entertainment
- Société de distribution : Warner Bros. Home Entertainment
- Pays de production :  États-Unis
- Langue originale : anglais
- Format : couleur
- Genre : animation, super-héros
- Durée : 84 minutes
- Dates de sortie :
  - États-Unis : 25 février 2020 (VOD), 17 mars 2020 (DVD/Blu-ray)
  - France : 17 juin 2020[1]
- Classification :
  - États-Unis : PG-13 (interdit -13 ans)
  - France : Accord parental[2]

 Sauf indication contraire, les informations mentionnées dans cette section peuvent être confirmées par la base de données cinématographiques IMDb,  présente dans la section « Liens externes ».

## Distribution

### Voix originales
- Jason Isaacs : Superman
- Amy Acker : Lois Lane
- Diedrich Bader : Lex Luthor
- Vanessa Marshall : Wonder Woman
- Phil Morris : James Olsen
- Paul Williams : Brainiac
- Roger Craig Smith : Batman
- Sasha Roiz : colonel Hal Jordan
- Phil LaMarr : capitaine John Stewart
- Winter Ave Zoli : Svetlana
- William Salyers : Secrétaire Général Joseph Staline, Jack Ryder
- Jim Meskimen : présidents Dwight D. Eisenhower et John F. Kennedy
- Greg Chun (en) : ambassadeur Lee

### Voix françaises
- Adrien Antoine : Superman
- Véronique Augereau : Lois Lane
- Paul Borne : Lex Luthor
- Barbara Beretta : Wonder Woman
- Jean-Paul Pitolin : James Olsen
- Mathieu Buscatto : Brainiac
- Emmanuel Jacomy : Batman
- Antoine Nouel : colonel Hal Jordan
- Grégory Kristoforoff : capitaine John Stewart
- Léa Gabrièle : Svetlana
- Michel Voletti : Secrétaire Général Joseph Staline
- Jean-Baptiste Marcenac : président John F. Kennedy
- Edgar Givry : président Dwight D. Eisenhower
- Bernard Demory : ambassadeur Lee
- Stéphane Marais : Jack Ryder

Société de doublage VF : Deluxe, adaptation VF : Michel Berdah, direction artistique VF : Antoine Nouel
 Source : voix originales et françaises sur Latourdesheros.com.